# 一山東區
一山東區（： Ilsandong-gu */?）是韓國京畿道高陽市所轄的一般區，位於該市三區的中央位置，與西鄰的一山西區共同組成一山地區。

## 歷史
- 1996年3月1日：高陽市設置德陽區及一山區（朝鲜语：일산구）。
- 2005年5月16日：一山區分割成為一山東區及一山西區。

## 行政區劃
一山東區行政區劃分為12行政洞或13法定洞，其下再分為261統、1,678班。
- 高烽洞（고봉동）
- 馬頭1洞（마두1동）
- 馬頭2洞（마두2동）
- 白石1洞（백석1동）
- 白石2洞（백석2동）
- 食寺洞（식사동）
- 獐項1洞（장항1동）
- 獐項2洞（장항2동）
- 鼎鉢山洞（정발산동）
- 中山1洞（중산1동）
- 中山2洞（중산2동）
- 楓山洞（풍산동）

## 交通
韓國鐵道公社
- ●首都圈電鐵3號線：鼎鉢山站 - 馬頭站 - 白石站
- ●首都圈電鐵京義·中央線：楓山站 - 白馬站 - 谷山站